# Region

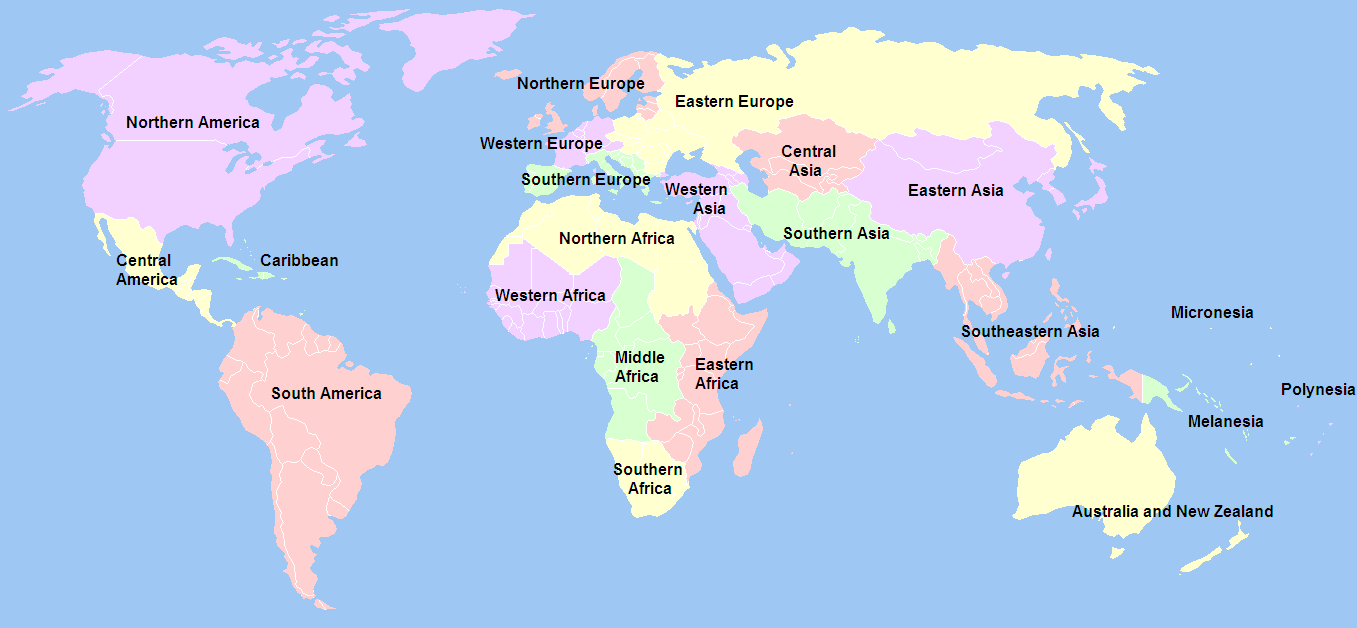
FN:s geografiska subregioner.

En region, från latinets regio, är ett geografiskt område. En regions storlek kan variera, allt från indelning av universum, världen ("terresta regioner") eller av en världsdel (transnationella regioner) till ett mycket litet område, som köksregion. Företag och myndigheter kan också använda begreppet för de olika områden där verksamheten bedrivs. En region kan utgöra en administrativ enhet.

## Länder med områden eller administrativa enheter benämnda regioner (i urval)
- Danmarks regioner
- Englands regioner
- Frankrikes regioner
- Greklands regioner
- Italiens regioner
- Mauretaniens regioner
- Spaniens autonoma regioner
- Sveriges regioner
- Japans regioner

## Gränsregioner i Norden (i bokstavsordning)
- ARKO (Arvika Kongsvinger)
- Kvarkenrådet
- Mittnordenkommittén
- NORA - Nordiska Atlantsamarbetet
- Nordkalottrådet
- Skärgårdshavets samarbetsråd
- Öresundsregionen
- Østfold-Bohuslän/Dalsland